# Kosmiczni kowboje
Kosmiczni kowboje (ang. Space Cowboys) – amerykańska komedia science-fiction z 2000 roku.

## Fabuła
W 1958 roku dwóch pilotów Air Force marzących o byciu astronautami, William „Jastrząb” Hawkins i Frank Corvin testują zmodyfikowany Bell X-2. Gdy Jastrząb decyduje się na pobicie rekordu wysokości, stawia ich życie na włosku. Gdy ratuje ich nawigator „Czołg” Sullivan, Frank i Jastrząb wdają się w bójkę, którą przerywa inżynier Jerry O’Neill. Ich przełożony, Bob Gerson daje reprymendę Jastrzębiowi za jego nieodpowiedzialne zachowanie i podczas konferencji oznajmia, że Air Force nie będzie udzielać się w lotach stratosferycznych przekreślając tym samym marzenia całej czwórki na bycie astronautami. 
Czterdzieści lat później NASA jest poproszona przez rząd rosyjski o naprawienie rosyjskiego satelity telekomunikacyjnego, zanim rozbije się na Ziemi. Konstrukcja satelity jest archaiczna i oparta na projektach Skylab opracowanych przez Franka. Gerson, obecnie kierownik projektowy w NASA, wysyła Sarę Holland z prośbą o pomoc Franka. Frank wciąż gardzący Gersonem zgadza się pomóc w naprawie sytuacji. Jednak Frank nalega, aby skorzystał z pomocy swojego dawnego zespołu. Obecnie Czołg jest baptystycznym pastorem, Jerry wykorzystując swe doświadczenie przy produkcji naddźwiękowych samolotów konstruuje kolejki górskie, a Jastrząb pracuje w Utah jako pilot dwupłatowca przy opylaniu pól.
Po zebraniu ekipy Frank wkracza do NASA i po zapoznaniu się z planem przystępuje do testów.  Gerson mówi generałowi Wostowowi reprezentującemu Rosję, że zgodził się na udział Franka i jego zespołowi po to, by młodsi astronauci śledzili i uczyli się od nich, aby zastąpić ich przed startem. Inny znajomy Franka, szef lotu NASA Gene Davis kwestionuje zasadność misji i dziwi go zachowanie Rosjan. Gene nie znoszący ze wzajemnością Franka i jego ekipy jest też zdania, by ten poleciał z jego astronautami jako inżynier. Liczy na to, że nie przejdą testów i on sprowadzi własnych astronautów.
Wkrótce cała czwórka przygotowuje się do treningów, które udaje im się przejść. Frank, na którym wymuszona jest dyskrecja robi wszystko, by nic się nie wydało. Jednak prasa dowiaduje się o misji, ale wiceprezydent przekonuje Gersona, że zespół Franka musi być częścią misji dla dobrego rozgłosu. Wkrótce Frank dowiaduje się o intrydze Gersona i gniewnie się z nim konfrontuje. Wkrótce Gerson mówi mu, że i tak nie polecą, gdyż podczas testów wykryto u Jastrzębia nieusuwalnego raka trzustki i zostało mu tylko osiem miesięcy życia. Po przeanalizowaniu sytuacji Frank uważa, że Jastrząb jednak poleci.
Wahadłowiec kosmiczny Dedal wraz z ekipą Franka oraz młodymi Ethanem Glance’em i Richardem Hinesem startuje na orbitę. Znajdują satelitę, ale wszyscy zgadzają się, że to nie przypomina satelity komunikacyjnego. Podczas inspekcji Frank odkrywa, że satelita to w rzeczywistości wyrzutnia rakiet atomowych. Po żądaniu wyjaśnień generał Wostow przyznaje się, że to stara wyrzutnia kosmiczna z czasów Zimnej Wojny unosząca się od rozpadu ZSRR. Jeśli straci łączność z Ziemią, uzna by wystrzelić bomby wodorowe w stronę Stanów Zjednoczonych. Gerson jest oburzony, jednak po chwili Frank pyta się go skąd się znalazły jego notatki na pokładzie satelity. Wostow mówi, że KGB wykradło notatki Gersona do budowy wyrzutni atomowej. Frank domyśla się, że Gerson zdecydował wysłać jego zespół tylko po to, by ratować własną skórę.
Glance zgodnie z planem Gersona, co powoduje reakcję łańcuchową i uruchamia wyrzutnię, która oddala się od orbity wraz z Ethanem. Wyrzutnia uszkadza komputery pokładowe i mechanikę na Dedalu oraz powoduje wstrząs mózgu i Rogera. Po opanowaniu sytuacji na Dedalu Frank i Jastrząb wychodzą, by rozwiązać problem z satelitą. Frank i Jastrząb docierają w czasie, aby aktywować rakietę wspomagającą i zwolnić orbitę. Po złapaniu nieprzytomnego Ethana, obaj zdają sobie sprawę, że nie ma sposobu na przywrócenie orbity satelity bez zasilania, a jedyną opcją jest kazanie komuś jechać na satelicie podczas odpalenia silników rakiet, aby spadł w kosmos. Jastrząb zgłasza się na ofiarę, mając nadzieję, że będzie w stanie wylądować na Księżycu, spełniając tym samym marzenie swojego życia. Po pomocy Jastrzębiowi w przygotowaniu satelity do startu, Frank zabiera Ethana z powrotem na Dedala.
W NASA Gene mówi Sarze Holland, że Dedal ma tylko jeden cieknący silnik i jak załoga nie ustali odpowiedniego kąta to może zginąć lub wypaść z atmosfery. Dodatkowo komputery nie działają i muszą wylądować ręcznie, czego nikt nie próbował. Jedynie mogli zrobić to nieobecny Jastrząb i nieprzytomny Roger. Frank, Czołg i Jerry żegnają się z Jastrzębiem śmiejącym się, że dostał łatwiejszą robotę. Wkrótce udaje się mu skutecznie odepchnąć satelitę od Ziemi. Gene mówi załodze, by lądowali na Florydzie. Frank jako pilot pracuje, aby sprowadzić wahadłowiec z powrotem na Ziemię, a planem jest osiągnięcie takiej wysokości, aby umożliwić ewakuację promu z wody, ponieważ lądowanie byłoby trudne. Frank z powodzeniem pilotuje prom kosmiczny, aby ponownie wejść na orbitę, ale ze zbyt dużą prędkością. Po bezpiecznym ewakuowaniu Ethana i Rogera, Tank i Jerry zostają z Frankiem bez względu na ryzyko. Frank przypomina sobie manewr, z którego wcześniej korzystał Jastrząb, celowo zatrzymując prom, aby szybko obniżył prędkość i pozwolił mu bezpiecznie wylądować promem. Załoga jest witana z powrotem jako bohaterowie.
Nocą Frank wraz ze swoją żoną Barbarą zastanawia się, czy Jastrząb dotarł na Księżyc. Na Księżycu okazuje się, że Jastrząb dotarł tam, gdzie umarł podczas spokojnego oglądania Ziemi.

## Obsada
- Clint Eastwood – płk USAF w st. sp. Francis D. „Frank” Corvin
  - Toby Stephens – młody Frank
- Tommy Lee Jones – płk USAF w st. sp. William „Jastrząb” Hawkins
  - Eli Craig – młody Jastrząb
- Donald Sutherland – kpt USAF w st. sp. Jerry O’Neill
  - John Asher – młody Jerry
- James Garner – kpt USAF w st. sp. wielebny „Czołg” Sullivan
  - Matt McColm – młody Czołg
- Marcia Gay Harden – Sara Holland
- James Cromwell – gen. USAF Bob Gerson
  - Billie Worley – młody Gerson
- William Devane – Eugene „Gene” Davis
- Loren Dean – Ethan Glance
- Courtney B. Vance – Roger Hines
- Rade Šerbedžija – gen. Wostow
- Barbara Babcock – Barbara Corvin
- Blair Brown(inne języki) – dr Anne Caruthers
- Steve Stapenhorst – wiceprezydent Stanów Zjednoczonych
- Georgia Emelin – Cherie
- Chris Wylde – Jason
- Anne Stedman – dziewczyna Jasona
- Lauren Cohn – nauczycielka w NASA
- Renee Olstead – mała dziewczynka
- Deborah Jolly – kelnerka
- Nils Allen Stewart – Tiny
- Jay Leno – on sam
- Michael Louden – młody pilot #1
- Jon Hamm – młody pilot #2

## Nagrody
Film otrzymał dwie nominacje do Oskara, za efekty wizualne i efekty dźwiękowe.